# Matylda FitzRoyová
Matylda FitzRoyová (francouzsky Mathilde d'Angleterre, bretonsky Mathilde Bro-Saoz) byla bretaňská vévodkyně a hraběnka z Rennes a Nantes.
Narodila se jako nemanželská dcera anglického krále Jindřicha I. a jedné z jeho milenek. Roku 1113 byla provdána mladého bretaňského vévodu Conana III., což mělo upevnit vztah mezi Jindřichem I. a Conanem, jeho vazalem. Porodila manželovi tři děti a zemřela po roce 1148.
| Bretaňská vévodkyně            | Bretaňská vévodkyně              | Bretaňská vévodkyně             |
| ------------------------------ | -------------------------------- | ------------------------------- |
| Předchůdce: Ermengarda z Anjou | asi 1113–1148 Matylda FitzRoyová | Nástupce: Markéta z Huntingdonu |